# Helmut Bantz
Helmut Bantz (Speyer, 14 september 1921 – Pulheim, 4 oktober 2004) was een Duits turner.
Bantz mocht vanwege zijn Duitse nationaliteit niet deelnemen aan de Olympische Zomerspelen 1948, maar was wel aanwezig als assistent trainer van de Britse ploeg. In 1952 maakte Bantz zijn olympische debuut met een vierde plaats in de landenwedstrijd. Bantz won tijdens de wereldkampioenschappen in 1954 drie medailles. In 1956 behaalde Bantz de olympische gouden medaille op sprong samen met Valentin Moeratov.

## Resultaten

### Olympische Zomerspelen
| Jaar | Plaats    | Resultaten                                                                          |
| ---- | --------- | ----------------------------------------------------------------------------------- |
| 1952 | Helsinki  | 9e in de meerkamp 4e in de landenwedstrijd 7e aan de rekstok                        |
| 1956 | Melbourne | op sprong 6e in de meerkamp 5e in de landenwedstrijd 8e op sprong 6e aan de rekstok |

### Wereldkampioenschappen turnen
| Jaar | Plaats | Resultaten                               |
| ---- | ------ | ---------------------------------------- |
| 1954 | Rome   | op sprong · aan de brug · aan de rekstok |

1896: Carl Schuhmann ·
1904: Anton Heida, George Eyser ·
1924: Frank Kriz ·
1928: Eugen Mack ·
1932: Savino Guglielmetti ·
1936: Alfred Schwarzmann ·
1948: Paavo Aaltonen ·
1952: Viktor Tsjoekarin ·
1956: Helmut Bantz, Valentin Moeratov ·
1960: Takashi Ono, Boris Sjachlin ·
1964: Haruhiro Yamashita ·
1968: Mikhail Voronin ·
1972: Klaus Köste ·
1976: Nikolaj Andrianov ·
1980: Nikolaj Andrianov ·
1984: Lou Yun ·
1988: Lou Yun ·
1992: Vitali Tsjerbo ·
1996: Aleksej Nemov ·
2000: Gervasio Deferr ·
2004: Gervasio Deferr ·
2008: Leszek Blanik ·
2012: Yang Hak-seon ·
2016: Ri Se-gwang ·
2020: Shin Jea-hwan ·
2024: Carlos Yulo
- Gemeinsame Normdatei: 104678593
- International Standard Name Identifier: 0000 0000 8180 3374
- Nederlandse Thesaurus van Auteursnamen: 134333616
- Virtual International Authority File: 112811937
- WorldCat: E39PBJhMqdd88CvrPxBcqqyfMP